# Basalys pegomyiae
Basalys pegomyiae är en stekelart som först beskrevs av Charles Thomas Brues 1908.  Basalys pegomyiae ingår i släktet Basalys, och familjen hyllhornsteklar. Arten är reproducerande i Sverige.